# Synasellus albicastrensis
Synasellus albicastrensis är en kräftdjursart som beskrevs av Pedro Ivo Soares Braga 1960. Synasellus albicastrensis ingår i släktet Synasellus och familjen sötvattensgråsuggor. Inga underarter finns listade i Catalogue of Life.